# Hyrox
Hyrox is een internationale fitnesscompetitie die in 2017 werd opgericht. De competitie combineert hardlopen met functionele fitnessoefeningen en is toegankelijk voor zowel recreatieve als professionele atleten. Hyrox is een race die plaatsvindt in verschillende steden wereldwijd en heeft snel aan populariteit gewonnen dankzij het gestructureerde en gestandaardiseerde wedstrijdformat.
Hyrox is een wereldwijde fitnesscompetitie die elementen van hardlopen en functionele fitness combineert in een vast raceformat. Hyrox onderscheidt zich van andere evenementen door de uniforme structuur, wat betekent dat deelnemers wereldwijd hetzelfde parcours afleggen, ongeacht de locatie. Dit maakt de competitie geschikt voor zowel amateur- als professionele sporters. Het evenement staat bekend als de “World Series of Fitness Racing” en vindt voornamelijk plaats in indoorarena’s.
De naam Hyrox is een samentrekking van de termen hybrid en rockstars.

## Format van de race
Elke Hyrox-wedstrijd volgt een standaardformat waarbij deelnemers afwisselend 1 kilometer hardlopen en een functionele fitnessoefening voltooien. Dit patroon wordt acht keer herhaald, waardoor de totale race bestaat uit 8 kilometer hardlopen en 8 functionele oefeningen. De functionele oefeningen en afstanden/gewichten zijn als volgt:
- SkiErg: 1.000 meter skiën (droog langlaufen) op de SkiErg-machine.
- Sled Push: 50 meter duwen van een slee met een gewicht van 102 kg (vrouwen) of 152 kg (mannen).
- Sled Pull: 50 meter trekken van een slee met 78 kg (vrouwen) of 103 kg (mannen).
- Burpee Broad Jumps: 80 meter burpees gecombineerd met sprongen naar voren.
- Farmers Carry: 200 meter lopen met gewichten van 16 kg (vrouwen) of 24 kg (mannen).
- Sandbag Lunges: 100 meter uitvalpassen met een zandzak van 10 kg (vrouwen) of 20 kg (mannen).
- Wall Balls: 100 herhalingen waarbij een bal van 4 kg (vrouwen) of 6 kg (mannen) tegen een muur wordt gegooid naar een hoogte van 2,75 meter (vrouwen) of 3 meter (mannen).[3]

De gemiddelde tijd die deelnemers nodig hebben om de race te voltooien ligt tussen de 60 en 90 minuten, afhankelijk van hun niveau. Professionele atleten kunnen de race in ongeveer een uur voltooien, terwijl recreatieve deelnemers vaak meer tijd nodig hebben.

## Geschiedenis
Hyrox werd in 2017 opgericht door de Duitser Christian Toetzke, in samenwerking met sportmarketeer Michael Trautmann en voormalig hockeyspeler Moritz Fürste. Hun doel was om een competitie te creëren die toegankelijk was voor een breed publiek, in tegenstelling tot meer gespecialiseerde fitnesswedstrijden zoals Ironman of CrossFit. De eerste Hyrox-evenementen werden georganiseerd in Duitsland, maar door de groeiende populariteit verspreidde het evenement zich snel naar andere landen.
Sinds de oprichting is het aantal deelnemers en locaties sterk toegenomen. In 2022 waren er meer dan 25.000 deelnemers wereldwijd, verdeeld over meerdere evenementen. Het aantal steden waarin Hyrox wordt georganiseerd, blijft jaarlijks groeien, met evenementen in Europa, Noord-Amerika, Latijns-Amerika, Azië, Australië en Zuid-Afrika.

## Categorieën
Hyrox biedt verschillende categorieën aan om tegemoet te komen aan deelnemers van verschillende niveaus en interesses:
- Singles: Dit is de standaardcompetitie waarbij deelnemers individueel deelnemen en alle onderdelen zelf voltooien.
- Doubles: In deze categorie strijden twee deelnemers samen, waarbij ze de oefeningen onderling kunnen verdelen.
- Relay: Een team van vier personen voltooit gezamenlijk de race, waarbij elk teamlid specifieke onderdelen van de race uitvoert.

Daarnaast zijn er variaties voor beginners, zoals de “Beginner”-categorie, waar lichtere gewichten worden gebruikt en sommige onderdelen zijn aangepast.

## Wereldkampioenschappen
Jaarlijks wordt het wereldkampioenschap van Hyrox georganiseerd, waar de beste atleten ter wereld samenkomen om te strijden voor de titel. Deelnemers die gedurende het seizoen hoge scores behalen, kwalificeren zich voor dit prestigieuze evenement. In 2024 vonden de wereldkampioenschappen plaats in Nice, Frankrijk. De wedstrijden trekken duizenden deelnemers en toeschouwers en bieden een unieke kans om te concurreren tegen de top van de Hyrox-atleten.

## Hyrox-races in de Benelux
Hyrox is een steeds populairdere fitnesswedstrijd die kracht- en uithoudingsvermogen combineert. In de Benelux worden in verschillende steden jaarlijks Hyrox-races georganiseerd. Hieronder een overzicht van de steden en enkele kenmerken van de races:

### Amsterdam
In Amsterdam wordt de Hyrox-race gehouden in de RAI Amsterdam. Deze locatie biedt een grote indoorruimte waar atleten alle acht de onderdelen van Hyrox voltooien. Het vlakke parcours is perfect voor snelle tijden, wat het evenement populair maakt onder atleten die hun persoonlijke records willen verbeteren.

### Brussel
De race in Brussel vindt plaats in het Brussels Expo. Door de grote opkomst van internationale deelnemers is dit evenement geliefd bij topatleten. Het parcours in Brussel staat bekend om de technische uitdagingen vanwege de brede gangen en scherpe bochten.

### Luxemburg
Luxemburg-Stad is een van de kleinere steden waar een Hyrox-evenement plaatsvindt, maar de wedstrijd trekt steeds meer aandacht. De locatie, het Luxexpo The Box, biedt een compacte ruimte met korte afstanden tussen de stations, wat zorgt voor een intensieve en snel opeenvolgende race.

## Wetenswaardigheden
- Inclusieve sport: Hyrox is ontworpen voor atleten van alle niveaus, met categorieën die toegankelijk zijn voor zowel beginners als ervaren sporters. Er is zelfs een speciale categorie voor atleten van 60 jaar en ouder.
- Standaardisatie: Elke Hyrox-race wereldwijd volgt precies hetzelfde schema, wat betekent dat atleten hun prestaties direct kunnen vergelijken, ongeacht waar ze deelnemen.
- CrossFit-crossover: Veel Hyrox-atleten, zoals Hunter McIntyre en Lauren Weeks, hebben een achtergrond in CrossFit. Beide sporten leggen de nadruk op kracht, uithoudingsvermogen en snelheid.
- Filmdebuut: Hyrox kreeg extra media-aandacht toen het als onderwerp werd belicht in verschillende fitnessdocumentaires, waar atleten zoals McIntyre werden gevolgd tijdens hun trainingen en wedstrijden.